# کرتیندی
کرتیندی (انگلیسی: Kertindi) یک شهرک در استان قراغندی کشور قزاقستان است.